# Halberstädter Mitteleinstiegswagen

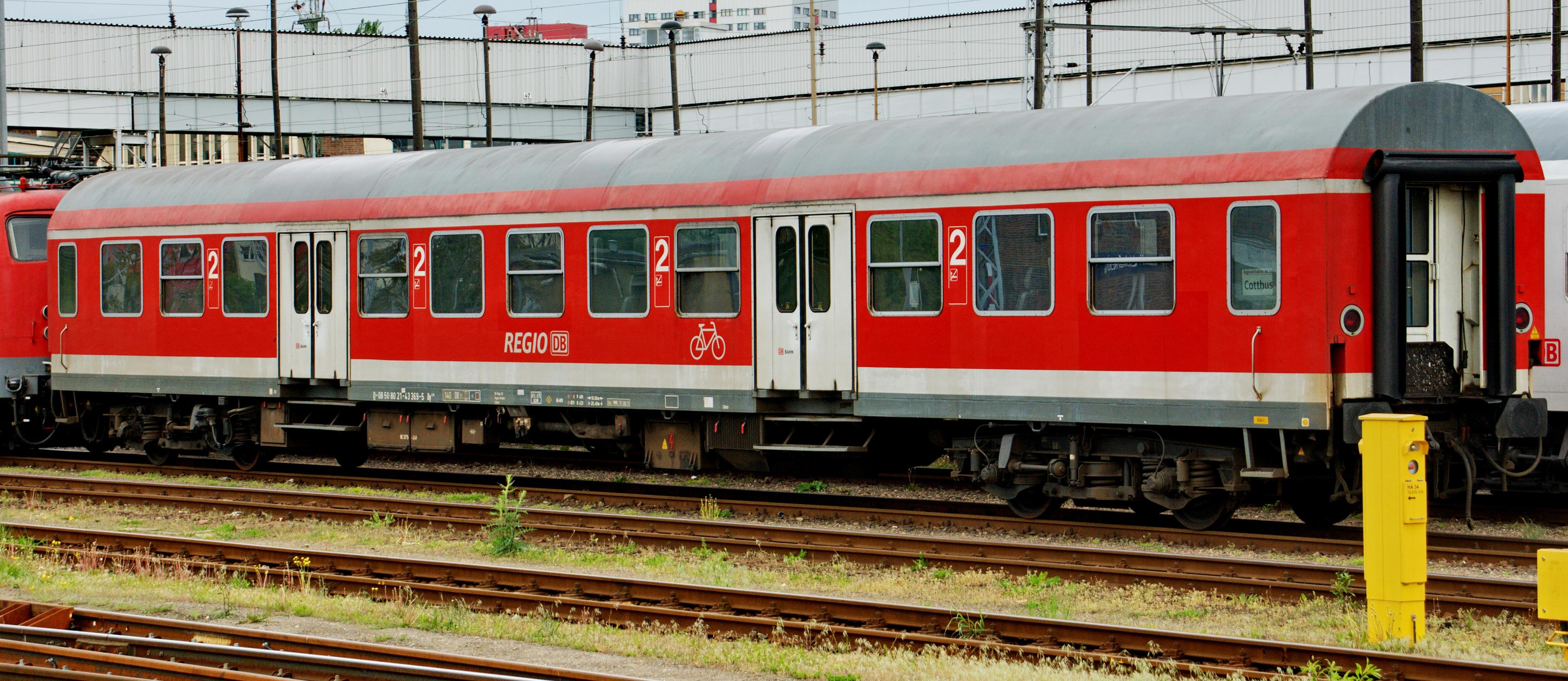
Mitteleinstiegswagen der Gattung By^{439} (2013)

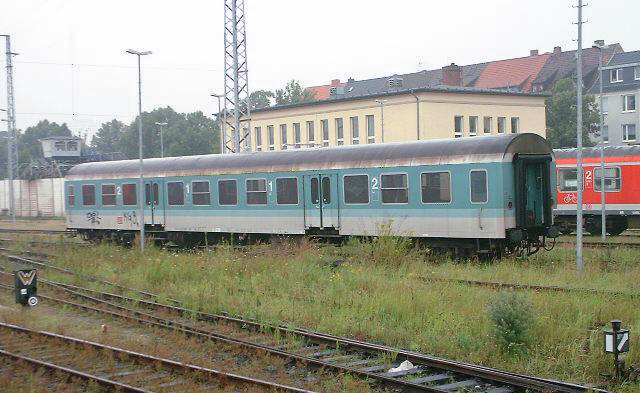
Gemischtklassiger Halberstädter Mitteleinstiegswagen (August 2000)

Die Halberstädter Mitteleinstiegswagen sind eine Gattung von Personenwagen, die von der Deutschen Reichsbahn in den 1970er und 1980er Jahren beschafft wurden. Diese wurden vom Raw Halberstadt hergestellt. Es handelte sich hierbei ursprünglich ausschließlich um Wagen der zweiten Klasse.
Auf der Konstruktion der Mitteleinstiegswagen basieren die in den 1980er Jahren gebauten Baumaschinenbegleiterwagen, die insbesondere mit Eisenbahndrehkranen eingesetzt werden, und die Gefangenensammeltransportwagen der Deutschen Reichsbahn.

## Anfangszeit
Nach dem Ende des Zweiten Weltkriegs ließ die DR im Raw Halberstadt große Wagenserien als Zwei-, Drei- und Vierachser fertigen, die unter der Bezeichnung Rekowagen bekannt wurden. Die Vierachser waren, abgesehen von einigen in den ersten Baujahren, für die noch wenige Teile von Spenderwagen wie Schwanenhalsdrehgestelle weiterverwendet wurden, reine Neubauten. Die Fahrzeuglänge überschritt dabei nicht das Maß von 18,7 Metern, da die dort vorhandenen Schiebebühnen längere Wagen nicht aufnehmen konnten. Erst durch einen Umbau des Raw im Jahre 1978 ergab sich die Möglichkeit, längere Wagen nach UIC-Richtlinien in Serie zu fertigen. Damit war der Bau von 26,4 Meter langen Fahrzeugen bei einem Breitenmaß von 2825 Millimetern möglich. Zwei Baumusterwagen waren schon 1972/73 gebaut worden. Zur selben Zeit hatte auch der VEB Waggonbau Bautzen einen Prototyp nach dem UIC-Typ Z gefertigt.
Als erste Wagenserie wurden in Halberstadt Großraumwagen mit Mitteleinstieg ähnlich den n-Wagen der Deutschen Bundesbahn, bei deren Hauptmaßen die Vorgabe der UIC-Spezifikation für Wagen der Typen X und Z eingehalten wurden, gebaut. Diese Mitteleinstiegswagen erhielten das Gattungszeichen Bmhe.

## Wagenaufbau und technische Daten
Die Wagen hatten 88 Sitzplätze in elf fiktiven Abteilen, fünf zwischen den beiden Einstiegsdoppeltüren in Drehfaltbauweise, und jeweils drei am Wagenende, denen jeweils ein Vorraum mit Wagenübergang und an einem Wagenende mit einem WC folgte. Ein Wagenend-Großraumabteil war für Raucher vorgesehen und hatte deswegen Sitze aus braunem Kunstlederpolster; die Sitze im Nichtraucherbereich waren mit einem roten Überzug versehen. Die Innenwände waren mit Sprelacartplatten mit Holzdekor verkleidet. Die Bauart der Sitzbänke entsprach der der vierachsigen Reko-Wagen. Wegen der Einsätze in Schnellzügen wurden anfangs über den Fenstern Zettelhalter für die Platzreservierung angebracht.
Die Fenster wurden als 1200 Millimeter breite UIC-Übersetzfenster vorgesehen. Die WC-Fenster waren 600 Millimeter breit und als im oberen Drittel klappbare Fenster ausgeführt. Die Baumusterwagen hatten ausschließlich Klappfenster. Die mit einem Gummiwulst geschützten Wagenübergänge werden durch eine einteilige Schiebetür mit zweifach quergeteilter Fensterscheibe abgeschlossen.
Die Drehgestelle der Bauart Görlitz V in modifizierter Bauart haben Radsätze mit 920 Millimetern Laufkreisdurchmesser, wodurch diese Wagen für eine Höchstgeschwindigkeit von 140 km/h zugelassen wurden. Die bremstechnische Auslegung mit klotzgebremsten Vollrädern führte zu Problemen, da die Vollräder den Wärmeeintrag bei starken Bremsungen nicht vertrugen und dann zur Bildung von Haarrissen neigten, die bis zum Bruch des Vollrads führen konnten.
In zwei Wagen wurden 1979 zur Erprobung Drehgestelle der Bauart GP 200 eingebaut. Bei einem weiteren Wagen wurden im Jahr 1982 versuchsweise Drehgestelle der Bauart Görlitz V-S mit Scheibenbremse eingesetzt. Die Höchstgeschwindigkeit vieler Wagen wurde jedoch aus Unterhaltungsgründen später auf 120 km/h beschränkt.
Der Wagen 51 50 21-12 002 diente als Versuchsträger für die neu entwickelten Schwenkschiebetüren, die Anfang 1982 eingebaut wurden. Dieser Wagen wurde mit Städteexpress-Lackierung versehen und befand sich so bis 1988 im Einsatz. Die Türen bewährten sich in dieser Form nicht, aber nicht wie teilweise behauptet wegen des hohen Wartungsaufwandes, sondern wegen der geringen Alltagstauglichkeit beim Ein- und Aussteigen in Zügen mit großem Reisendenaufkommen. Als besonders ungünstig erwies sich am Erprobungsträger der Einbau nur jeweils einer nicht pneumatisch unterstützten Schwenkschiebetür anstelle der doppelflügligen Drehfalttüren.
In den Jahren von 1978 bis 1983 wurden insgesamt 1279 Bmhe-Mitteleinstiegswagen gebaut.

## Farbgestaltung und Einsatz

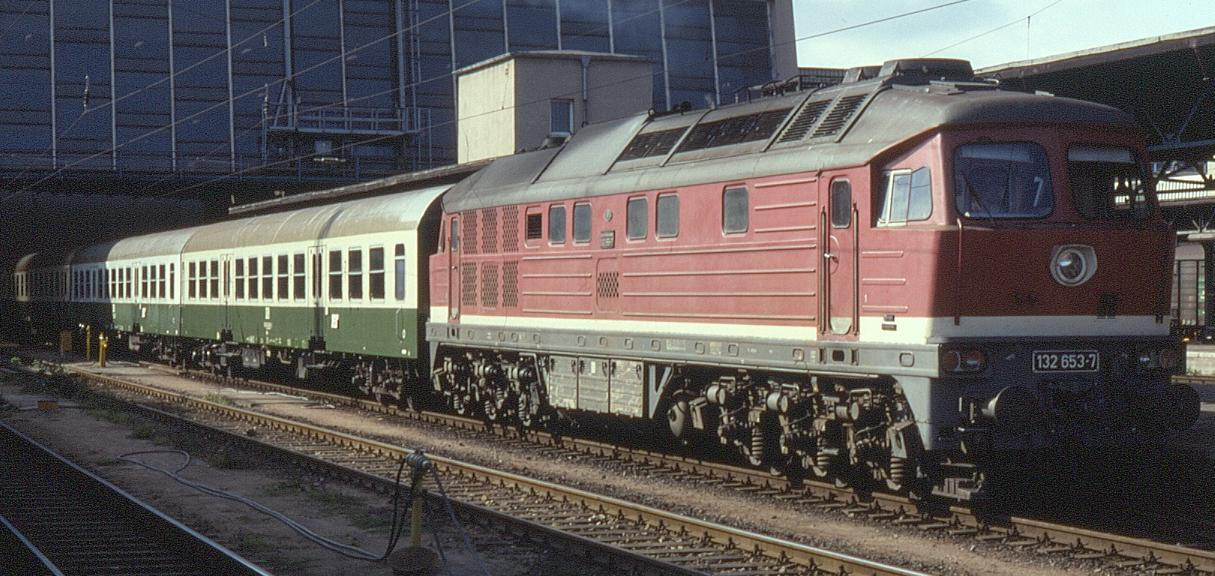
Halberstädter Mitteleinstiegswagen, bespannt mit einer Lok der Reihe 132 in Chemnitz Hbf (September 1991)

Die Farbgebung der ersten Serien war im üblichen DR-dunkelgrün mit grauem Dach gehalten. Die DR führte in der zweiten Jahreshälfte 1981 ein neues Farbkonzept für den Fernverkehr ein. Hierbei sollten die Wagen in einem Chromoxidgrün (TGL 2235, ähnlich wie RAL 6002 laubgrün) mit elfenbeinfarbenem Fensterband und rehbraunem Dach (TGL 0247) lackiert werden. Teilweise wurden deshalb Bmhe-Wagen in diesem neuen Schema lackiert. Dies betraf aber nur die Wagen, die in Bahnhöfen stationiert wurden, die vorwiegend Fernverkehrszüge mit diesen bestückten. Die in Eil- und Personenzügen einzusetzenden Wagen, die in entsprechenden Dienststellen beheimatet wurden, wurden einfarbig chromoxidgrün mit ebenfalls rehbraunem Dach lackiert. Allerdings wurden bis 1990 zahlreiche Wagen im hellen, zum Teil sogar im dunklen Grün auch im Fernverkehr eingesetzt. Durch die fortschreitende Auslieferung der Halberstädter Z2-Wagen gelangten Wagen mit chromoxid-elfenbein-Anstrich nach und nach auch in Eil- und Personenzugdienste.
Zwölf Wagen erhielten den orange-elfenbeinfarbigen Anstrich der Städteexpresszüge der DR und dienten als Verstärkerwagen. Diese Wagen wurden aber bereits ab 1983 bei der ersten Auslieferung der ersten Z2-Bme Typ Halberstadt in grün-beige umlackiert und im regulären Fernverkehr verwendet.
Mit der Änderung der Gattungszeichen von Reisezugwagen 1986 entfiel die besondere Kennzeichnung von Wagen mit elektrischer Heizung. Das Gattungszeichen der meisten Wagen lautete danach Bmh.
Obwohl diese Halberstädter Wagen in erster Linie für den Personen- und Eilzugeinsatz konzipiert wurden, erfolgte der Einsatz anfangs vorwiegend in Schnellzügen des Binnen- und auch des internationalen Verkehrs, wo sie die Modernisierungswagen der zweiten Klasse verdrängten. Diese wurden nunmehr in Eilzügen eingesetzt. Die ersten Serien wurden international freizügig einsetzbar ausgelegt und erhielten dafür vierspannungsfähige elektrische Heizungen und Reservierungszettelhalter über den Fenstern, außerdem wurden sie für 140 km/h zugelassen. Aus den Schnellzügen wurden die Mitteleinstiegswagen mit der Indienststellung der Halberstädter Schnellzugwagen mit Seitengang schon in den 1980er Jahren sukzessive wieder zurückgezogen, einzelne Exemplare liefen aber noch bis 1992 in hochwertigen Diensten.

### Vom Bmh- zum Byu-Wagen

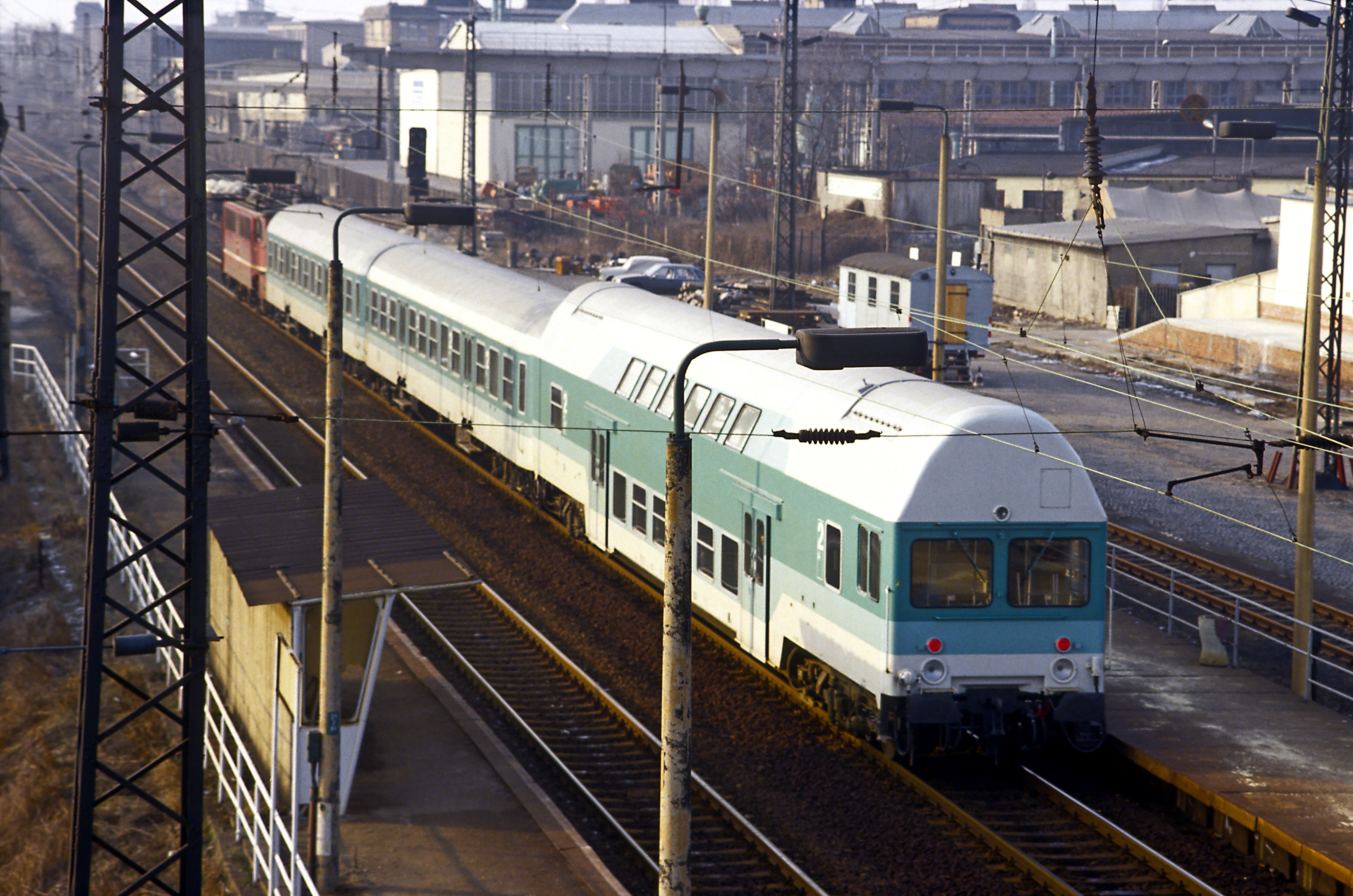
Erprobungseinsatz der Umbauprototypen auf der Leipziger S-Bahn-Linie B, März 1992

Nach dem Beitritt der neuen Länder zur Bundesrepublik richtete die DR das Augenmerk darauf, den gestiegenen Komfortansprüchen der Fahrgäste nachzukommen.

Schon 1991 konnte ein Umbau-Musterwagen der Gattung AByu (y für Großraumwagen über 24,5 Meter Länge, u für Wagen mit 34-poliger Wendezugsteuerleitung) vorgestellt werden. Bei den AByu-Wagen wurde nach dem Vorbild der n-Wagen der mittlere Wagenteil für die erste Klasse umgebaut. Damit wurde der erste-Klasse-Bereich nicht als Großraum, sondern mit Abteilen verwirklicht.

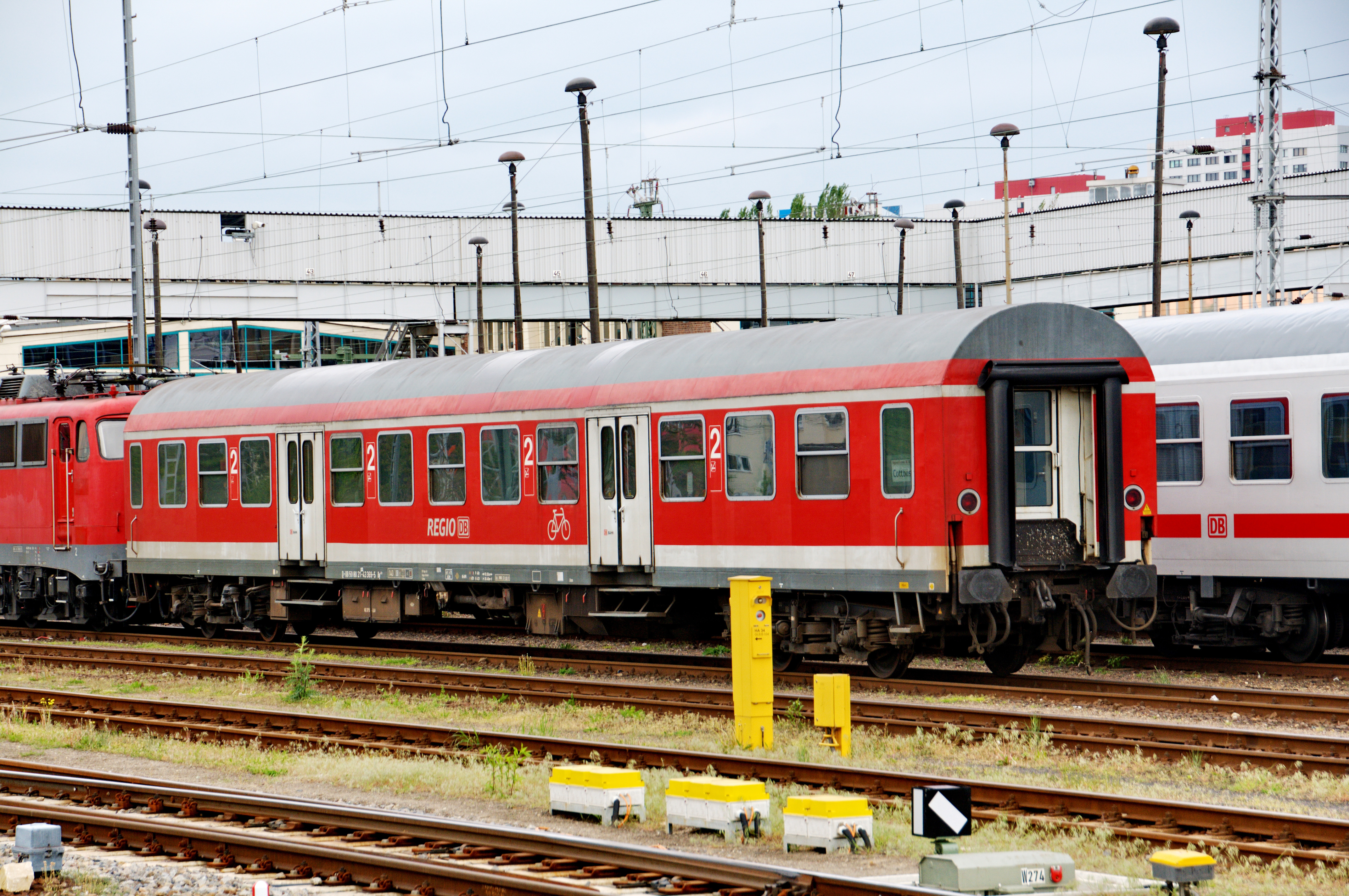
Serienumbauwagen mit Fahrradstellplätzen im verkehrsroten Regionalverkehrsanstrich

Ab 1992 begann der Serienumbau der meisten der seit 1986 als Bmh bezeichneten Mitteleinstiegswagen in Byu- und AByu-Wagen. Dieser wurde vornehmlich in den Raw Potsdam, Delitzsch und Wittenberge ausgeführt. Die Wagen erhielten eine neue Inneneinrichtung mit neuen Deckplatten, die je nach Serie stark variieren. Teilweise wurden dabei neue Einzelsitze verbaut, teilweise die vorhandenen Sitzbänke mit Stoff neu bezogen. Ebenso wurden die Fenster ausgetauscht, die Hälfte der Fenster waren nun als Festfenster ausgeführt. Die Wagengattung der zweite-Klasse-Wagen wurde in By(u|uu)(z)438/439 geändert. Bei einigen Wagen wurden in einem Großraumbereich am Wagenende Fahrradstellplätze geschaffen (Gattung Byd(z)439). Die gemischtklassigen Wagen erhielten die Bauartbezeichnungen ABy(u|uu)(z)407/408.

Modernisierungsvarianten
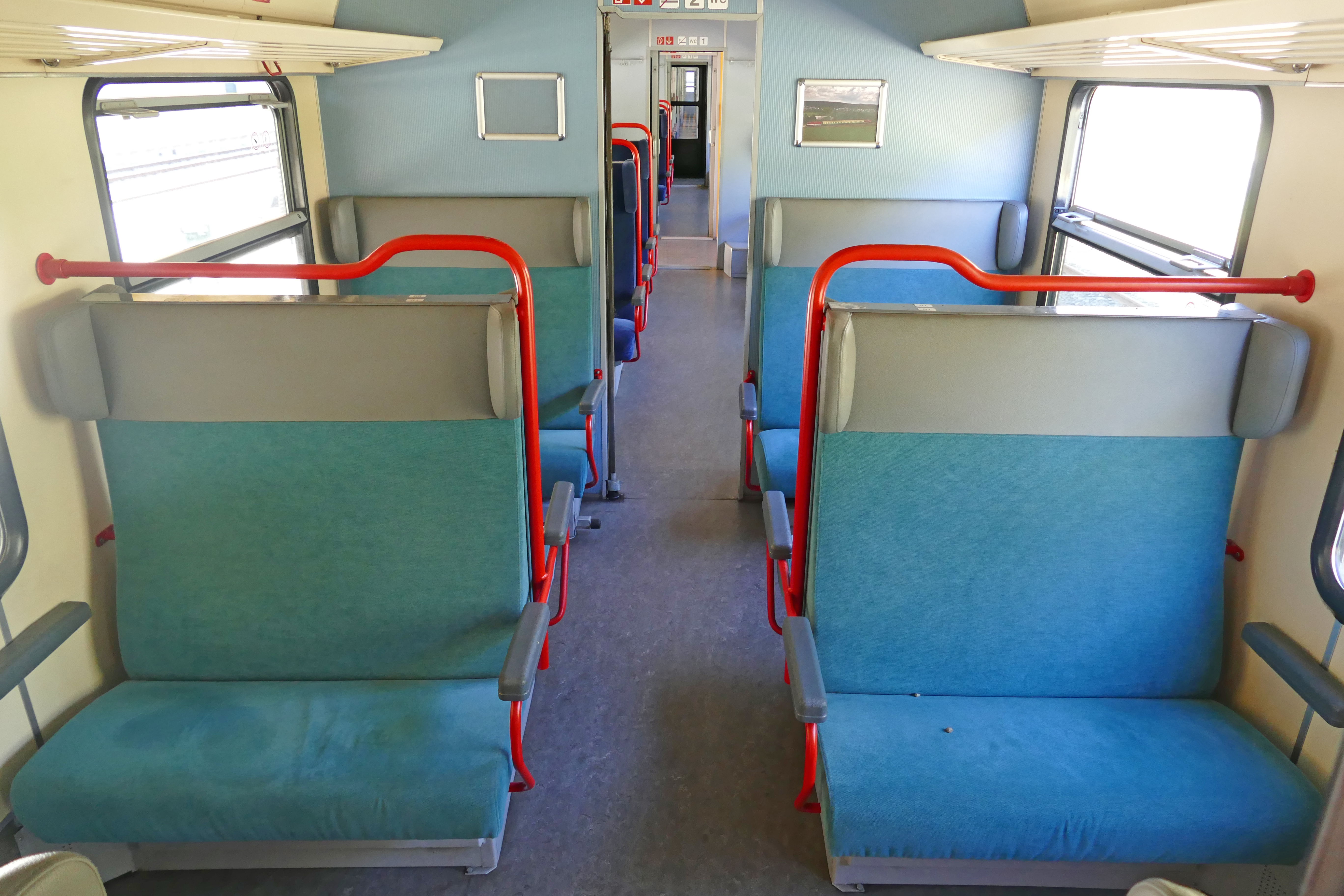
Modernisierungsvariante Hannover (2. Klasse)
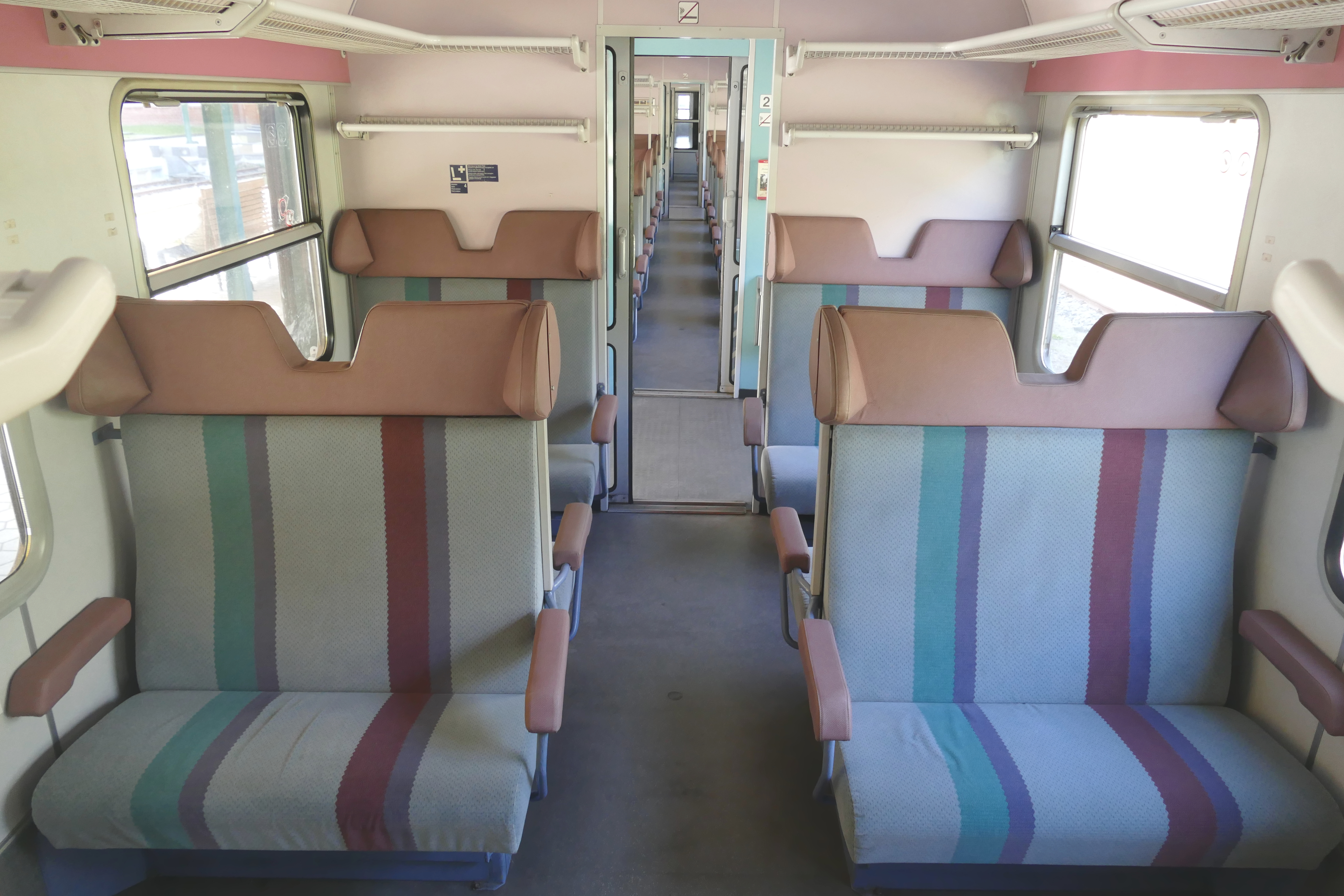
Modernisierungsvariante PFA (2. Klasse)
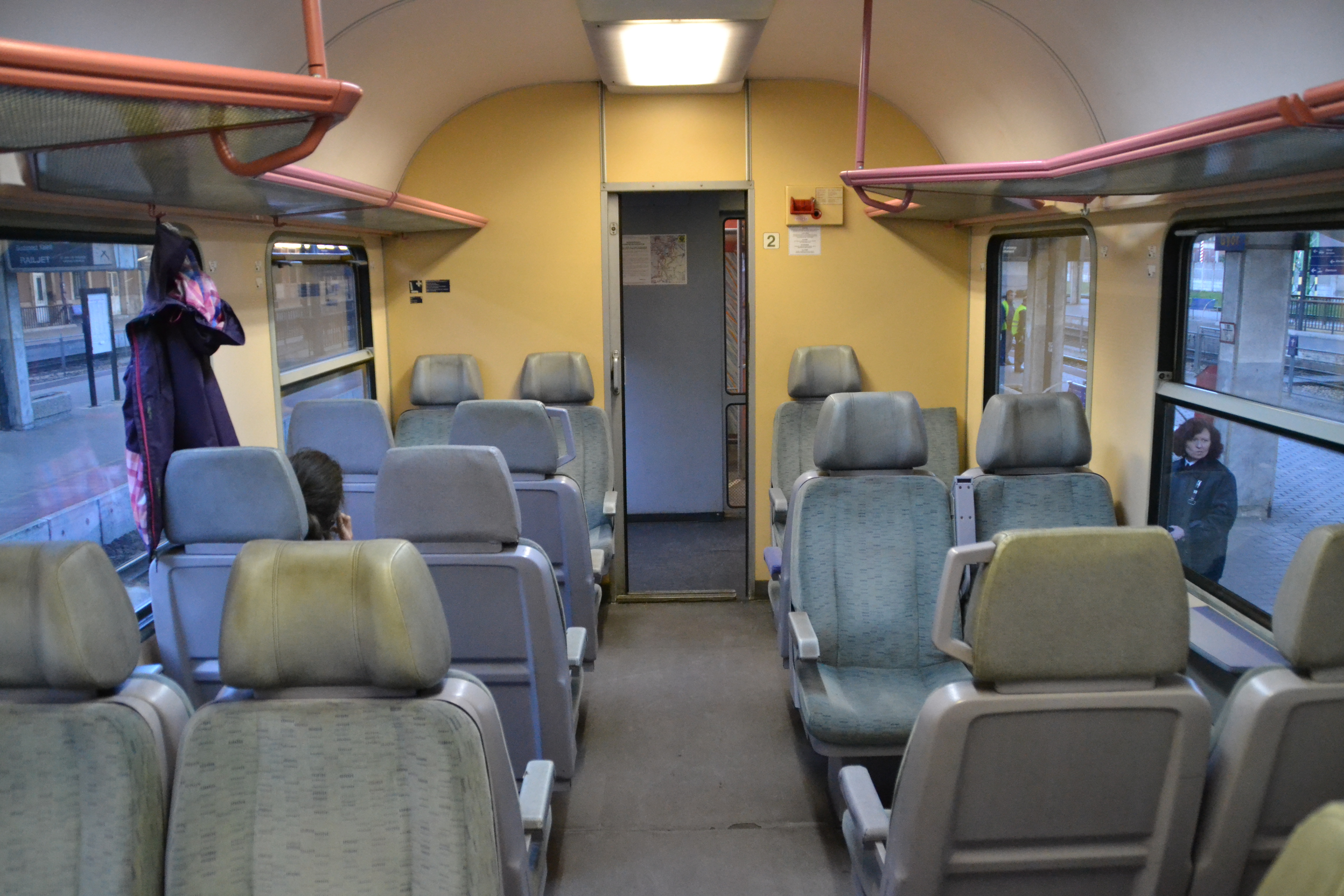
Modernisierungsvariante RSB (2. Klasse)
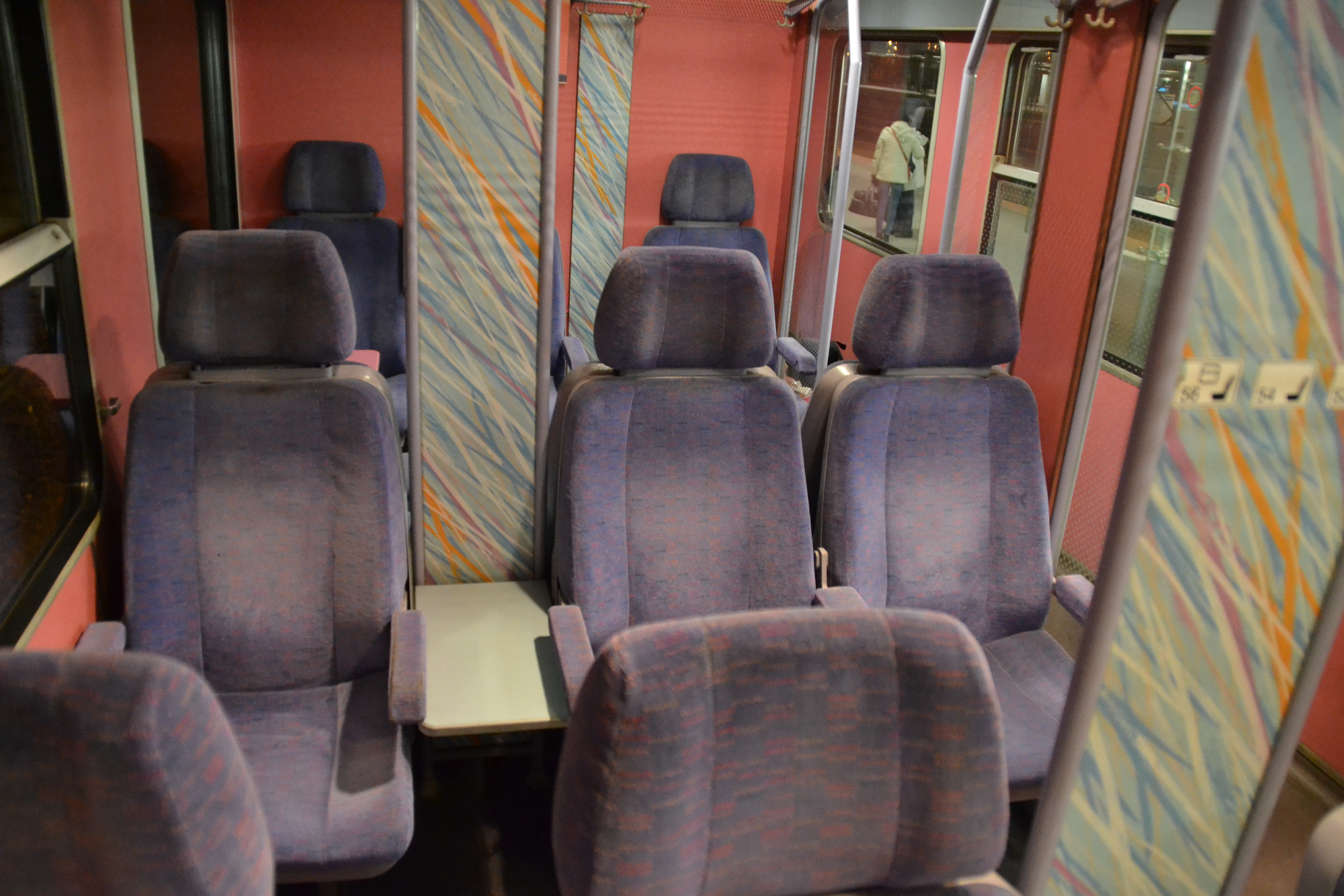
Modernisierungsvariante RSB (1. Klasse)

Alle umgebauten Wagen wurden mit dem bei der DB seit 1987 verwendeten Regionalverkehrsanstrich Minttürkis/Pastelltürkis/Lichtgrau versehen, dem ab 1996 die verkehrsrote Lackierungsvariante folgte.
Um die Wagen im kostengünstigeren Wendezugbetrieb einsetzen zu können, wurde eine Reihe von Bmh-Wagen im Raw Wittenberge zu Steuerwagen umgebaut. Sie erhielten eine von den n-Wagen-Steuerwagen abweichende kantigere Kopfform, die als Wittenberger Kopf bekannt wurde. Diese den Triebwagen der Baureihe 628 ähnelnde Front wurde später auch beim Umbau von n-Wagen zu Steuerwagen verwendet.
Im Gegensatz zu den n-Wagen-Steuerwagen erhielten sie nur noch die zeitmultiplexe Wendezugsteuerung. Der Großraum am Steuerabteilende wurde als Traglastenabteil für Fahrräder, Kinderwagen und ähnliches ausgeführt und mit Klappsitzen an den Seitenwänden ausgerüstet. Der Großraum am Übergangsende erhielt Rollstuhlstellplätze und eine rollstuhlgängige Toilette. Die Bauartbezeichnung dieser Steuerwagen lautet Bybdzf482.
Für die modernisierten Mitteleinstiegswagen hat sich im Sprachgebrauch der Ausdruck y-Wagen durchgesetzt (kleines „y“, nicht zu verwechseln mit den Y-Wagen), analog zu den n-Wagen.
Eine Besonderheit sind die auf Basis der Bmh-Wagen umgebauten Modus-Wagen. Hierbei erhielten die Wagen völlig neue Wagenkästen und GP-200-Drehgestelle, sind aber weiterhin für nur 140 km/h zugelassen. 55 Wagen wurden 1998 umgebaut und so zu ABpybdzf484 und Bpyz456 (2003 teilweise zu Bpydz456.9). Diese Umbauten mit Klimaanlage wurden auf der Relation Nürnberg–Würzburg–Frankfurt/Main eingesetzt und sind mittlerweile komplett ausgemustert.

### Einsatz nach 1990

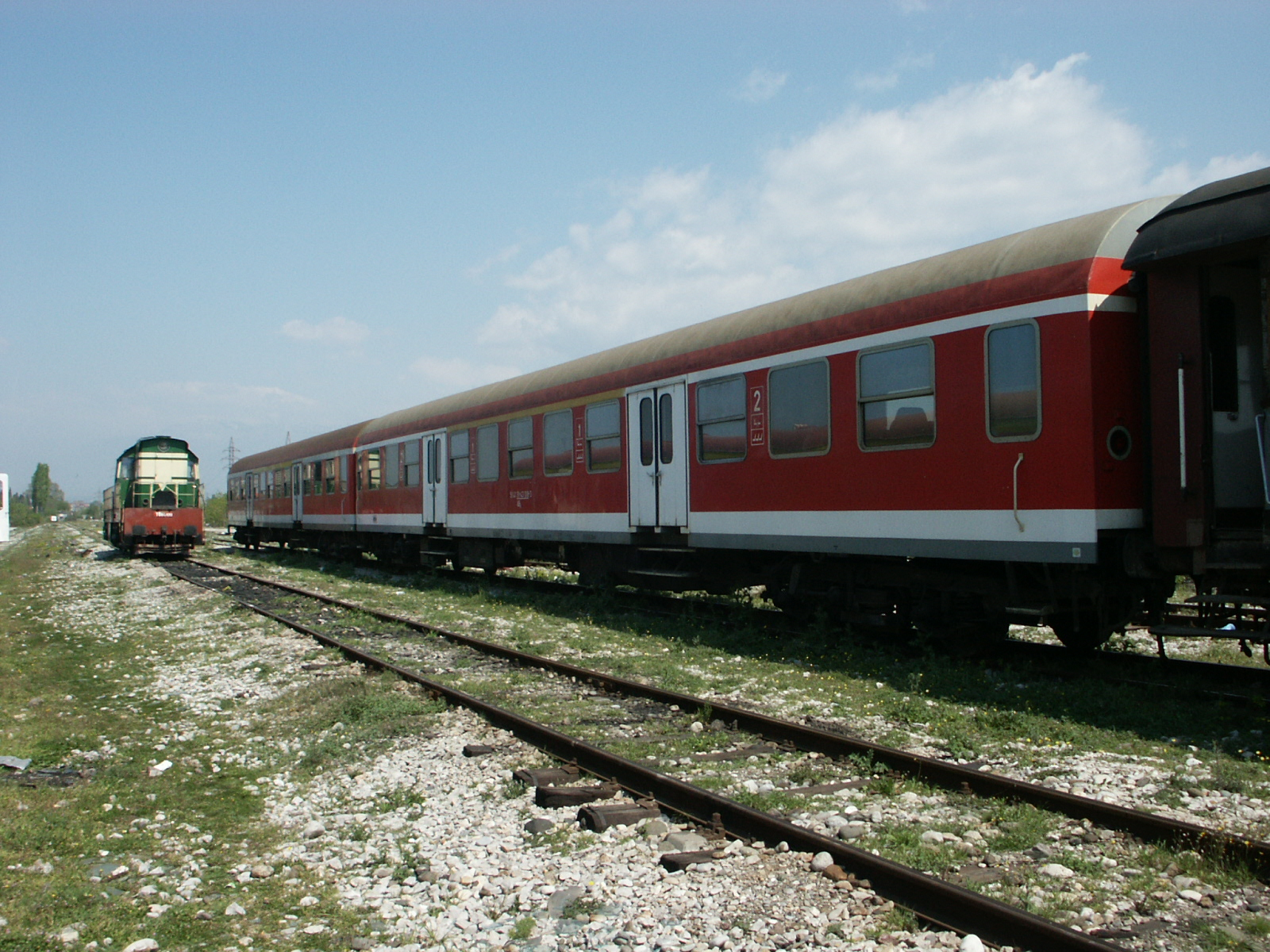
Gemischtklassige Halberstädter Mitteleinstiegswagen in Albanien (2007)

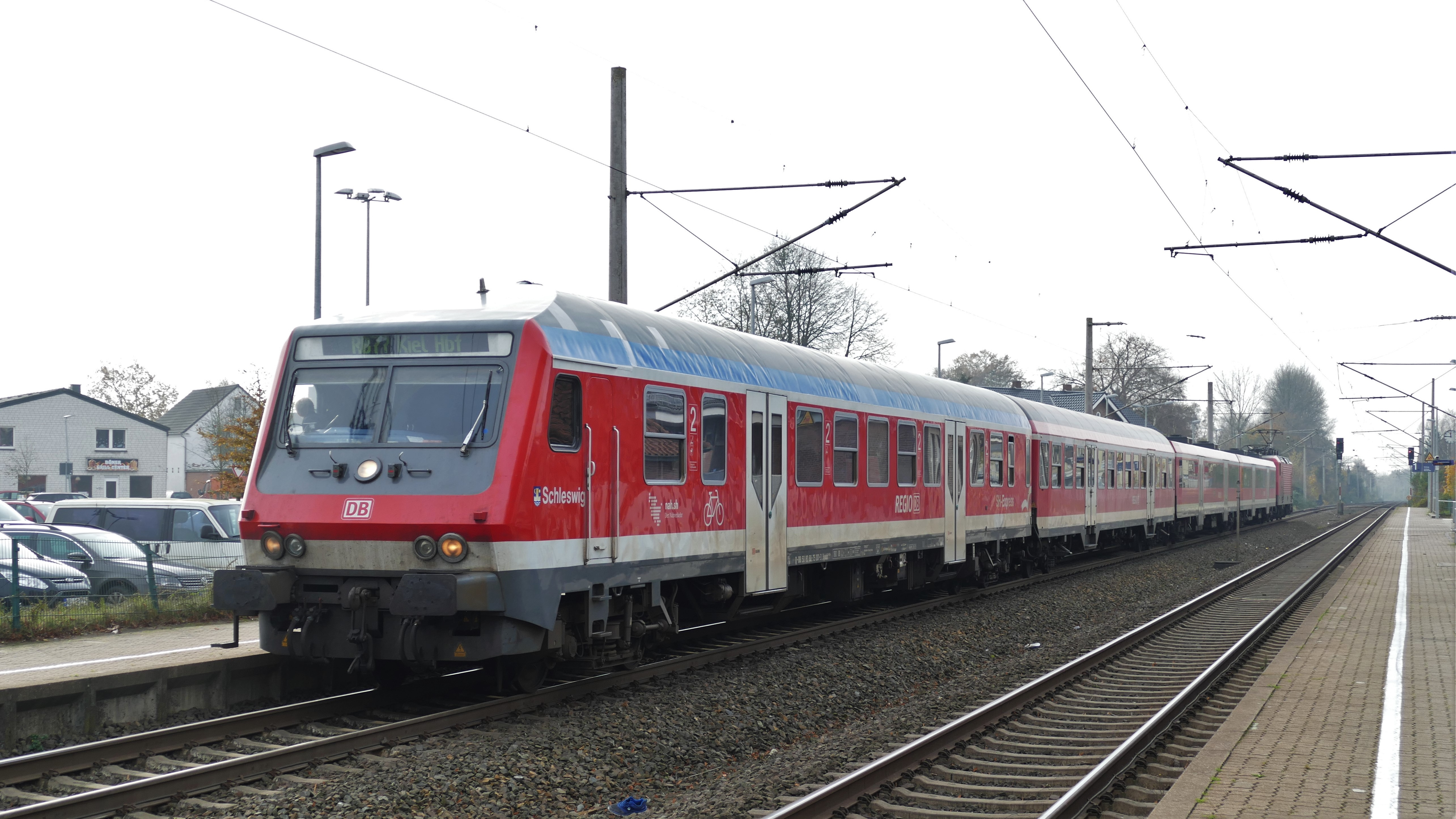
SH-Express-Steuerwagen der Bauart Bybdzf 482.4

Bereits kurz nach der Wende in der DDR verlieh die DR viele Wagen der Halberstädter Bauart mit Görlitz-V-Drehgestellen an die DB, bei der durch die Abstellung asbestbelasteter Wagen ein eklatanter Wagenmangel herrschte. Diese Wagen kamen bevorzugt in Eil- und RE-Zügen zum Einsatz. Nach Gründung der DB AG wurde die Flotte im Westen stark vergrößert. Insbesondere die Wagen mit erste-Klasse-Anteil erhielten in der Folge für eine bessere Laufruhe freigewordene GP200-Drehgestelle mit Scheibenbremsen.
In Nordrhein-Westfalen übernahm 2005 die Abellio Rail NRW den Betrieb der Ruhr-Lenne-Bahn. Hier kamen bis 2007 Steuerwagen zum Einsatz, bei denen der mittlere Wagenteil zur ersten Klasse umgebaut wurde (Bauart ABybdzf482.1).
Eine erhebliche Anzahl der y-Wagen wurde seit 2000 abgestellt oder nach Südosteuropa (Albanien, Bulgarien, Rumänien und Ungarn) verkauft.
Noch im Oktober 2006 wurden die Wagen von den Einsatzstellen Cottbus, Erfurt, Halle und Leipzig aus in typenreinen Zügen eingesetzt. Vereinzelt fanden sich Wagen in aus n-Wagen gebildeten Garnituren in den alten Bundesländern.
Zwar sind die y-Wagen von der Wagensubstanz jünger als die n-Wagen, allerdings deutlich schwerer. Ihre Modernisierung liegt inzwischen länger zurück. Zudem verfügen viele nur über die lauten Klotzbremsen, während die noch vorhandenen n-Wagen überwiegend leisere Scheibenbremsen haben. Deshalb wurden sie in Deutschland früher abgestellt. Viele y-Wagen wurden durch neu beschaffte Trieb- und Doppelstockwagen sowie durch Abbestellungen von Verkehrsleistungen und Umsetzen anderer Wagen entbehrlich.
Anfang 2013 waren y-Wagen in größerer Anzahl noch in Cottbus, Erfurt und Halle beheimatet. Die Cottbuser Wagen wurden zuletzt meist in gemischten Verbänden mit verkehrsroten Interregio-Wagen eingesetzt, bevor sie bis April 2013 durch Talent 2-Triebzüge und Doppelstockwagen abgelöst wurden. Die entbehrlichen Fahrzeuge wurden zumeist abgestellt, zwei Wagen gelangten nach Halle (Saale) und vier Wagen nach Rostock. Weitere Wagen wurden bis Dezember 2013 als Reserve vorgehalten, seitdem ist nur noch ein Steuerwagen der Bauart Bybdzf482 im Bestand, der bei Fahrzeugmangel gemeinsam mit anderweitigem Wagenmaterial zum Einsatz kommt. Die y-Wagen aus Halle, welche zuletzt nur noch auf der Relation Halle–Nordhausen–Kassel zum Einsatz kamen, wurden seit Dezember 2011 sukzessive durch Doppelstockwagen verschiedener Bauarten ersetzt. Ende 2013 wurde die Umstellung abgeschlossen.

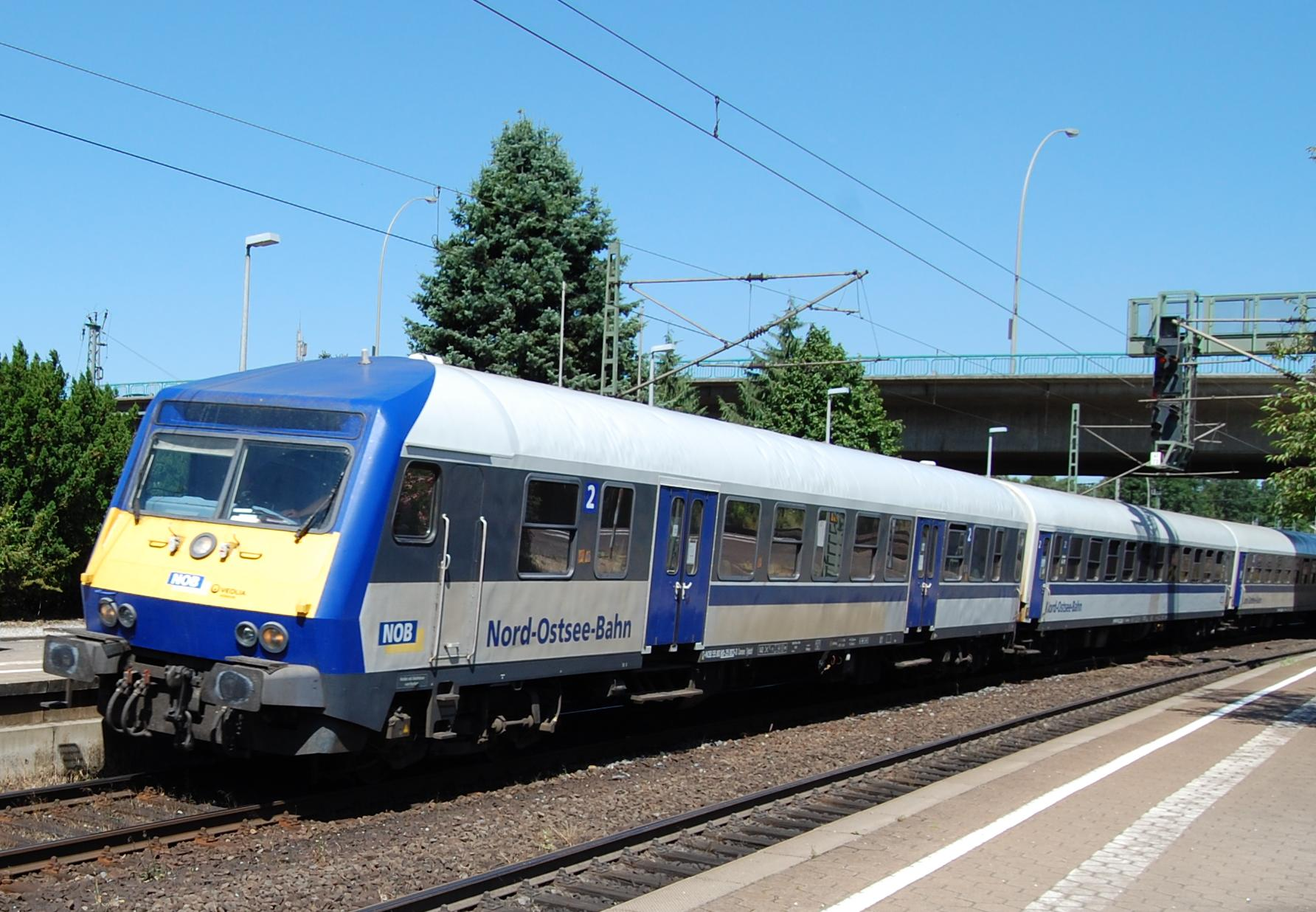
Mehrere Steuerwagen der Bauart Bybdzf^{482} waren bei der Nord-Ostsee-Bahn im Einsatz

Ab Dezember 2013 unterhielt die Werkstatt Rostock nach langjähriger Pause wieder einige y-Wagen, die zuvor in Cottbus beheimatet waren. Sie kamen vornehmlich im IRE Rostock–Berlin zum Einsatz. Sämtliche verbliebene Wagen wurden bis 2012 modernisiert. Anfang 2015 waren insgesamt noch 59 y-Wagen im Bestand der DB Regio.
Der planmäßige Einsatz von Halberstädter Mitteleinstiegswagen mit Ausnahme von Steuerwagen endete bei der Deutschen Bahn am 12. Dezember 2015. An diesem Tag kamen sie letztmals auf der RB-Linie Eisenach–Halle zum Einsatz, die ab dem Folgetag von Abellio Rail Mitteldeutschland betrieben wurde.

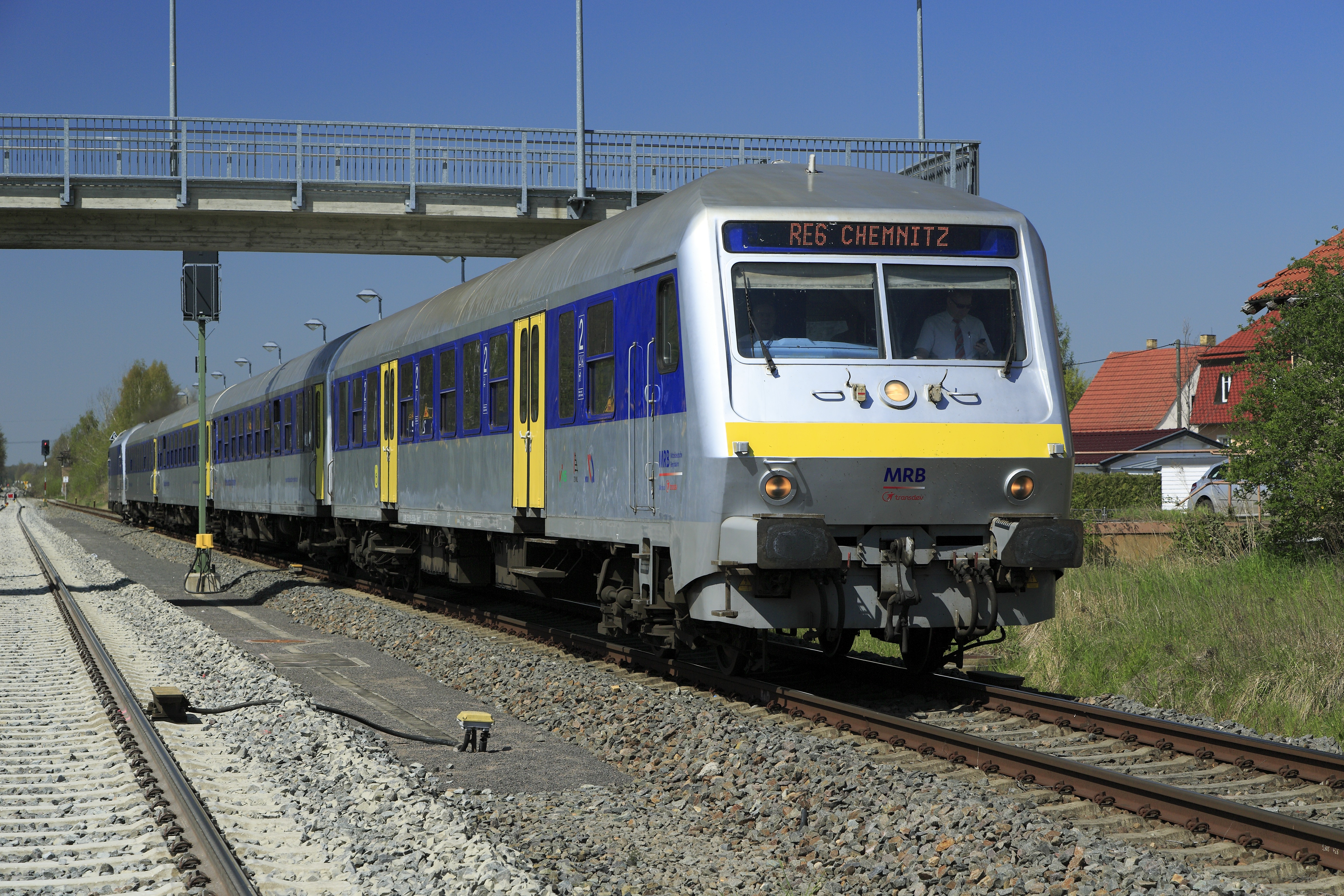
Steuerwagen Bybzdf^{482} bei der Mitteldeutschen Regiobahn als RE Leipzig–Chemnitz im Bf Belgershain, April 2016

Einige Steuerwagen wurden für den Schleswig-Holstein-Express mit GP-200-Drehgestellen ausgerüstet und mit Schwenkschiebetüren versehen. Ebenso wurde bei diesen Wagen die Inneneinrichtung farblich dem aktuellen Regionalverkehrsdesign angepasst, dabei erhielten sie Sitzbezüge im Design DB Medien sowie lichtgraue Trennwände. Zudem wurde ein Fahrgastinformationssystem (FIS) sowie im Mittelraum ein großes Mehrzweckabteil installiert. Diese Bybdzf482.4 der Regionalbahn Schleswig-Holstein wurden zuletzt auf der RB-Linie 77 Neumünster–Kiel eingesetzt, wo sie wiederum zusammen mit modernisierten InterRegio-Wagen („SH-Express-Wagen“) die verbliebenen n-Wagen ersetzten.
Ebenfalls in Schleswig-Holstein verkehrten bis zum Jahr 2015 Steuerwagen der Bauart Bybdzf482 und Bybdzf482.1 bei der Nord-Ostsee-Bahn (NOB), hier wurden sie als Verstärkerwagen zusammen mit Halberstädter Schnellzug-Abteilwagen eingesetzt. Im Jahre 2013 war einer der Wagen an den Hamburg-Köln-Express vermietet. Die bei der NOB eingesetzten Wagen wechselten zu Transdev Regio Ost. Diese setzt die Wagen seit Dezember 2015 auf der RE-Linie Leipzig–Chemnitz ein.
DB Regio Nordost hält in Cottbus auch im Jahr 2022 noch Ersatzgarnituren betriebsfähig.

## Verbleib

### Verkauf ins Ausland
Nach dem Ende des Einsatzes bei der Deutschen Bahn wurden Wagen der Bauarten ABy(u)(z) und By(u)(z) an die Ungarischen Staatsbahnen, Raaberbahn, Bulgarische Staatseisenbahn und Albanische Eisenbahn verkauft, Steuerwagen Bybdzf nur an die Ungarischen Staatsbahnen. Die Einspannungsheizungen wurden dabei auf eine Speisespannung von 1500 Volt umgestellt.
| Staat     | Gesellschaft     | Anzahl | Nummern | Bemerkungen                                                                                          | Bild |
| --------- | ---------------- | ------ | --- | --- | ---- |
| Albanien  | HSH              | 12     | 51 41 21-43 013–024 | ex By 50 80 21-43 319, 372, 370, 151, 253 ex Byuu 50 80 21-43 154, 375, 277 ABy 50 80 31-43 185, 043 |      |
| Bulgarien | BDŽ              | ?      | ? | [ 4 ]                                                                                                |      |
| Ungarn    | GYSEV/Raaberbahn | 25     | ABy 51 43 31-30 000–002 AByz 51 43 31-30 003–004 By 51 43 21-30 000–005 Byz 51 43 21-0 006–015 Byd 51 43 84-33 000 BDyz 51 43 84-33 001–003                                                                                         | [ 5 ]                                                                                                |      |
| Ungarn    | MÁV              | 297    | AByee 50 55 31-55 000–025, 100–102, 900–913 ABy 50 55 31-55 500–513 By(ee) 50 55 21-55 000–003, 010–061, 150–156, 500–571, 600–640, 750–754, 900–905, 950–958 Byd(ee) 50 55 84-55 000–017, 150–156, 500 Bybdtee 50 55 80-55 000–026 | [ 6 ]                                                                                                |      |